# Турынгурт
Турынгурт — деревня в Увинском районе Удмуртии, входит в Красносельское сельское поселение. Находится в 30 км к юго-востоку от посёлка Ува и в 41 км к западу от Ижевска.
Точная дата основания деревни Турынгурт неизвестна, но она относится к числу старинных поселений Удмуртии, сформировавшихся в рамках развития региона в XVIII–XIX веках. 
•XIX век: Формирование Турынгурта как сельского поселения. Население занималось земледелием, скотоводством и ремеслом.
•Начало XX века: Построена уникальная водяная мельница, которая стала ключевым экономическим объектом деревни. Она позволяла перерабатывать зерно с использованием гидроэнергии.
•XX век (советский период): Деревня сохраняла свой традиционный уклад. В этот период сельские поселения Удмуртии активно включались в кооперативное хозяйство. Турынгурт продолжал оставаться сельскохозяйственным центром района.
•Наше время: Водяная мельница Турынгурта признана объектом культурного наследия Удмуртии. Она является одной из немногих сохранившихся рабочих мельниц в регионе, используемых для демонстрации традиционных технологий начала XX века.